# Żakowiec
Żakowiec (pronunciación en polaco: /ʐUnˈkɔvjɛt͡s/) es un pueblo ubicado en el distrito administrativo de Gmina Dąbrowice, dentro del Distrito de Kutno, Voivodato de Łódź, en Polonia central. Se encuentra aproximadamente a 3 kilómetros al sureste de Dąbrowice, a 20 kilómetros al noroeste de Kutno, y a 63 kilómetros al noroeste de la capital regional Łódź.